# Eddie Hearn
Pour les articles homonymes, voir Hearn.
Edward John Hearn, plus connu sous le nom d'Eddie Hearn, né le 8 juin 1979 à Londres, est un promoteur de boxe anglaise britannique qui est le directeur général de Matchroom Sport (en) et Professional Darts Corporation.

## Biographie
Le père d'Eddie Hearn, Barry Hearn (en), fonde Matchroom Sport (en) dans les années 1980 pour travailler à la promotion d'événements de snooker. Son père commence à promouvoir des combats de boxe anglaise en 1987.
Manager d'Anthony Joshua, sa place dans le monde de la boxe grandit avec l'organisation de grandes soirées à Monaco puis dans les plus grands stades britanniques jusqu'au Madison Square Garden. En réponse à la pandémie de Covid-19 au Royaume-Uni, Eddie Hearn organise des combats dans le jardin de sa grande propriété. En juin 2021, le promoteur britannique met fin à son partenariat avec Sky Sports et signe un contrat de cinq années avec DAZN.